# Bruno Gollnisch
Bruno Gollnisch (ur. 28 stycznia 1950 w Neuilly-sur-Seine) – francuski polityk, wykładowca akademicki, jeden z liderów Frontu Narodowego, deputowany do Parlamentu Europejskiego III, IV, V, VI, VII i VIII kadencji, przewodniczący Sojuszu Europejskich Ruchów Narodowych.

## Życiorys
Studiował na uniwersytecie w Nanterre i w Instytucie Nauk Politycznych. Absolwent prawa i nauk politycznych, doktoryzował się w zakresie nauk prawnych w 1978 w Paryżu. Uzyskał także dyplomy w Institut national des langues et civilisations orientales z zakresu filologii japońskiej, malajskiej i indonezyjskiej. Od 1980 praktykował jako adwokat. W 1981 został profesorem filologii japońskiej na Université Jean-Moulin-Lyon-III.
Zaangażował się w działalność nacjonalistycznego i eurosceptycznego Frontu Narodowego. W 1986 wszedł w skład prezydium tej partii, w 1995 został jej sekretarzem generalnym. Od 1986 do 1988 był posłem do Zgromadzenia Narodowego. Zasiadł w radzie miejskiej Lyonu i radzie regionu Rodan-Alpy.
W 1989 po raz pierwszy został wybrany do Parlamentu Europejskiego. Skutecznie ubiegał się o reelekcję w 1994, 1999, 2004, 2009 i 2014. W styczniu 2007 stanął na czele nowo powstałej grupy politycznej w Europarlamencie pod nazwą Tożsamość, Tradycja i Suwerenność, która przestała istnieć już w listopadzie tego samego roku.
Wielokrotnie wygłaszał kontrowersyjne wypowiedzi. W 2007 został skazany w procesie karnym za publiczne podważanie Holocaustu.